# Johann Gemmrich von Neuberg
Johann Anton Karl Wilhelm Ritter von Neuberg, ab 1854 Freiherr Gemmrich von Neuberg (* 22. September 1827; † 6. Juni 1888 in Regensburg), war ein österreichischer Kämmerer und Besitzer des heutigen Kurortes Kyselka im Königreich Böhmen.

## Leben
Er stammte aus dem böhmischen Adelsgeschlecht von Neuberg (bestehend seit 1723) und war der Sohn von Wilhelm von Neuberg, der im heutigen Kyselka die ersten Badehäuser anlegen ließ und 1829 die Herrschaft  Gießhübel übernahm.
Bereits 1855 übergab der Vater seinem Sohn Johann die Herrschaft Gießhübl. Er verkaufte später den Kurort an Heinrich Mattoni.
Er wurde am 13. Oktober 1888 auf Schloss Urfahrn feierlich beigesetzt.